# 일제강점기의 교육
일제강점기의 한국의 교육은 1910년 8월 29일 한일합방조약부터 1945년 8월 15일 대한민국의 독립 사이에 있었던 교육현상과 교육기관의 양상을 의미한다. 1910년 8월 29일, 일본 제국은 한일 병합 조약이 체결된 직후 종전의 통감부를 총독부로 승격개편하고, 헌병과 비밀경찰을 동원한 무단통치를 실시하였다.
일제의 식민지 정책은 서구 열강의 식민지 정책과 달랐다. 서구의 식민지 정책은 기본적으로 식민지를 본국의 부강을 위해 식민지를 단순하게 이용하는 것에 그치는 것이었으나, 일제는 식민지 주민의 민족의식과 민족문화를 말살하고, 식민지와 본국을 하나의 나라로 통합하려 했다. 일제는 이를 위해 교육을 효과적으로 활용했으며 때와 목적에 따라 교육기회를 억제하여 민족의식의 고취를 방지하기도 하고, 교육의 기회를 확대하여 일제의 황국의식을 교육하기도 하는 양면적 교육정책을 구사했다.
일제는 조선총독부의 교육령을 통해 조선의 교육정책을 운용하였다. 조선교육령은 1911년 공포된 이후 총 3차례(1922년, 1938년, 1943년)에 걸쳐 개정되었다. 현재 대한민국의 중등교육과정에서는 이 조선교육령과 개정사항을 제1차 조선교육령, 제2차 조선교육령, 제3차 조선교육령, 제4차 조선교육령으로 지칭하나, 학술용어로는 조선교육령과 개정(조선)교육령이라는 명칭이 사용된다.
일제강점기의 교육의 흔적은 21세기 대한민국과 조선민주주의인민공화국의 교육에서도 여전히 잔존하고 있으며, 이는 학벌주의, 학력차별, 학교간 서열, 중앙집권적 교육정책 등으로 드러나고 있다.

## 교육정책 개괄
조선총독부는 1911년 8월 조선교육령을 제정하여 전형적인 식민지 교육정책을 펼치기 시작했다.
조선교육령은 일본 군국주의의 교육정신을 담고 있는 '교육에 대한 칙어'에 바탕을 두고 제정되었다. 이 때문에 조선교육령의 목표는 일본에 대하여 충량한 국민을 양성하는 것을 기본으로 하고 있다. 아울러 식민지 교육으로서의 목적을 달성하기 위해 조선 내에서의 교육을 보통교육과 실업교육ㆍ전문교육으로 한정했으며, 고등교육에 대한 규정은 아예 두지 않았다.
조선교육령에서는 차별적인 학제를 도입하여 조선인과 일본인을 별도로 교육하였다. 조선 내의 조선인과 일본인의 학교의 명칭은 서로 달랐으며, 수업연한과 수업내용에서도 두 학교는 다소간의 차이를 보였다. 또한 인구 비례상으로도 일본인 학교의 수가 조선인 학교의 수보다 훨씬 많았고, 교육예산도 조선인에 대한 교육과 일본인에 대한 교육이 분리되어 편성되었고, 결과적으로 1인당 일본인에게 배당된 교육예산은 1인당 조선인에게 배당된 교육예산보다 월등히 많았다.
1919년 당시 조선인의 인구는 1,700만여 명이었는데, 조선인을 위한 보통학교는 484개교, 학생수는 84,000여 명에 불과했다. 반면, 일본인은 33만명만이 조선반도에 거주하고 있었으나, 일본인을 위한 소학교는 393개교가 있었고, 42,000여명의 학생이 재학하고 있었다. 이러한 사실은 조선인과 일본인에 대한 교육기회와 교육시설에 대한 차이가 대단히 심각했음을 시사한다.
위와 같은 차이는 중등교육 단계에서는 더 컸다. 조선인이 재학하는 중등교육기관인 고등보통학교와 실업학교는 총 28개교가 있었고, 이들 학교에 3,800여명의 학생만이 재학하고 있었으나, 일본인이 재학하는 중등교육기관인 중학교는 19개교가 있었고 4,700여명의 학생이 이들 학교에 재학 중이었다. 중등교육 이후 단계로는 전문교육기관이 설치되어 있었으나, 일본의 전문학교들 보다는 낮은 수준으로 규정되어 있었다. 대한제국 말기에 설립된 전문교육기관들이 국권 강탈 이후 관공립전문학교로 승격되었지만, 일본 내의 전문학교들과 같이 고등교육기관으로 지정되어 대학교육을 제공할 수는 없었던 것이다. 즉 조선의 전문학교들은 학술적 내용이 아닌 전문적 기예나 지식을 교육하는 것에 그쳤던 것이다.
강제 병합 후의 근대식 교육에 대하여 대체로 관ㆍ공립(官公立) 학교를 중심으로 차별적인 식민지 교육이 이루어지고 사립(私立)학교를 중심으로 민족교육이 이루어졌다고 보는 경향이 있다. 이 시기 일제는 식민지 교육을 위한 관ㆍ공립학교를 확장하며, 민족주의적 경향이 짙었던 수많은 사립학교를 탄압하는 방향으로 교육정책의 기조를 잡았다. 을사늑약 이후 설치된 통감부를 통해 1908년에 사립학교령을 제정하여 민족사학에 대한 탄압을 시작하였다. 이후 조선총독부는 1911년 10월 사립학교규칙을 공포해 사립학교의 인가조건을 강화하고 이 조건들을 소급적용하여, 기존의 인가학교들도 재인가를 받게 하였다. 이로 인해 수많은 사립학교의 인가가 취소되었으며, 사립학교에 재학하는 학생수도 40퍼센트 가까이 감소하게 되었다.
그러나 차별적 식민지 교육정책과 사립학교에 대해 집중적인 교육탄압정책을 시행하던 조선총독부는 3ㆍ1운동의 전국적으로 일어나자 크게 당황했다. 조선총독부는 3ㆍ1운동으로 고양된 민족의식을 약화시키고 대내외적인 비난을 무마하기 위하여 여러 가지 유화정책을 시행하였다. 이러한 유화정책의 일환으로 조선총독부는 조선교육령을 개정하였다(1922년 2월, 개정조선교육령, 제2차 조선교육령). 개정조선교육령에서는 고등보통학교 교육과정의 외국어 시수를 중학교 교육과정의 외국어 시수와 동일하게 하고, 보통학교의 수업연한을 소학교와 같이 6년으로 할 수 있게 하였다. 이와 함께 고등보통학교와 고등여자보통학교의 수업연한도 각각 5년과 4년으로 연장하였다. 또 사범학교와 대학의 설립과 운영과 관련된 규정을 두어 한반도에서 유사이래 근대적인 고등교육이 시행될 수도 있는 길을 열어 놓기도 하였다.
그러나 이러한 개편작업은 어디까지나 3ㆍ1운동으로 고양된 조선인의 반일감정을 무마하고, 조선인들을 식민지 지배 체제 속으로 포섭하기 위한 문화정치의 일환이었다. 실제로 개정조선교육령의 제정을 전후로 부정적이었던 관립학교에 대한 인식이 긍정적으로 변화했고, 사립학교보다 관립학교를 선호하는 풍조가 만연하게 되었다.
조선총독부는 문화정치의 기조 아래 초등학교(소학교)와 실업학교를 확대해 나갔다. 즉, 교육을 무조건적으로 억압하던 정책에서 식민지 지배의 도구로 활용하는 정책으로 선회한 것이다. 그러나 인문계 중등학교와 고등교육의 확대는 극히 제한적으로 이루어졌다. 1935년까지 고등보통학교는 남녀 모두 42개교에 불과하여 0.09%의 중등학교 취학률을 보였다.
한편, 대학의 설립이 법제적으로 가능하게 되자 이상재를 대표로 하는 조선민립대학기성회가 결성(1922.11)되어 1천만원을 목표로 하는 전국적인 모금운동이 펼쳐졌지만, 1923년의 전국적인 대홍수와 1924년의 극심한 가뭄으로 자금모집에 실패하여 민립대학의 설립이 실현되지는 못하였다. 조선총독부와 일본내각은 이러한 운동을 매우 심각하게 받아들여, 민립대학을 인가하기보다는 관립대학을 설립하여 '관리'하는 정책을 구사했다. 결국 1924년 경성제국대학이 개교하게 되었다. 하지만 일본은 제도적으로 조선인이 경성제국대학에 입학하는 것을 매우 어렵게하여, 조선에 대학은 있지만 조선인에 대한 고등교육의 기회는 극히 제한될 수밖에 없었다.
일본은 중일전쟁을 일으키고 군국주의 체제를 강화하면서 조선교육령을 다시 개정하였다(1938년 3월, 제3차 조선교육령). 일본은 군국주의 체제를 더욱 강화하고 조선인의 민족성을 말살하기 위한 여러 가지 정책을 시행하였으며, 이를 위하여 초등교육을 강화하여 어린 조선인 학생들을 일본인으로 만들고자 하였다. 조선총독부는 1면 1교주의라는 정책을 마련하여 초등학교의 시설을 확장해나갔고, 고등보통학교라는 명칭을 중학교로 바꾸는 한편 조선인과 일본인이 함께 재학하는 명목적인 제도도 마련했다. 이러한 교육제도의 개정은 침략전쟁 시기로 접어들면서 조선인의 전쟁 협력을 강요하기 위한 계산에서 나온것이었다. 이 때문에 어린 조선인들에게 일본의 식민교육관을 주입시킬 수 있는 초등교육의 기회는 확대되어 갔지만, 중등교육과 고등교육에 대한 제한 원칙은 고수되었다.
태평양전쟁이 시작되자 실업학생과 중학생이 각종 토목공사에 동원되었으며, 국민학생까지 송탄유채집에 동원되었다. 종전 직전에는 전문학생과 대학생을 학도병으로 강제 지원시켰다. 한편 기독교 계열 학교를 신사참배 문제로 폐교시켰고, 사립전문학교를 강제로 관립으로 이관하기도 했다.
일제강점기 조선에서의 교육 기회가 확대된 것은 사실이지만, 그것은 일본의 식민지 지배정책을 펴나가는 데 필요한 만큼으로 한정되었고, 식민지 지배를 위한 교육에 일관했다는 사실은 그만큼 식민지 지배정책에 동화되어 가는 인구가 증가해갔다는 점을 의미하는 것이었다. 이러한 군국주의적이고 식민지주의적인 교육은 조선에서의 근대교육을 철저한 비민주적인 방향으로 오도해 이후 현대 대한민국에서의 교육에도 지대한 영향을 미치게 되었다.

## 초등교육

경성보통학교

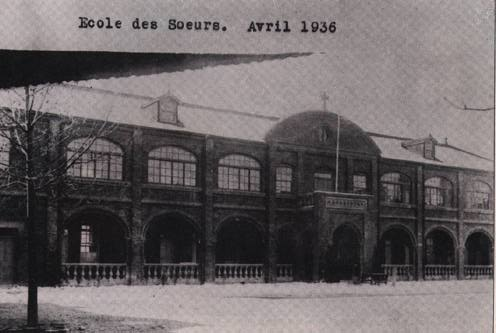
효성여자보통학교

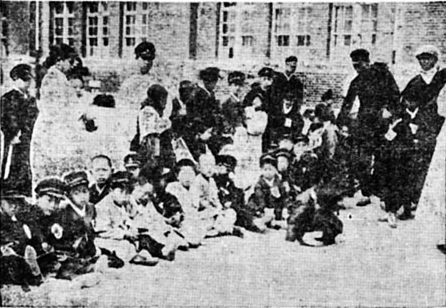
보통학교 입학시험장 광경

일제강점기의 초등교육은 조선인과 일본인을 분리하여 이루어졌다.
일본인에 대한 초등교육은 일본과 동일한 학제로 구성되어 있었으며, 중등교육을 위한 예비교육도 이루어졌다. 일본인의 초등교육은 6년제 소학교에서 행해졌다. 일본에서 1909년부터 시작된 2차 의무교육이 조선에도 적용되어 조선내 일본인은 별도의 절차 없이 무료로 소학교에 입학할 수 있었다. 이 때문에 일제강점기의 일본인의 대부분이 초등교육기관에 취학하였다. 1941년 4월에는 소학교가 국민학교라는 명칭으로 바뀌게 되었으며, 대도시에 있는 일부 국민학교에는 6년간의 보통교육과정을 마친 자가 수료할 수 있는 2년제의 고등과가 설치되기도 했다. 이 고등과에서는 중학교에 진학할 여유가 되지 않는 학생들을 대상으로 중학교 교과목 일부를 교육하였다.
조선인에 대한 초등교육은 일본인과 다르게 이루어졌으며, 일본인의 초등교육에 미치지 못하는 교육이 이루어졌다.
일제강점기 초기(조선교육령 시기) 조선인의 초등교육은 보통학교에서 이루어졌다. 보통학교의 교육연한은 3년에서 4년에 불과했으며, 교과목 구조도 일본인이 재학하는 소학교와 여러 가지 면에서 차이가 있었다. 또, 보통학교는 의무 교육이 아니었기 때문에 학교운영 기금의 일종인 사친회비를 학부모가 납부해야 했다. 보통학교의 시수는 소학교의 시수보다 주당 3~8시간이 적었다. 또, 교과목도 국어(일본어)에 편중되어 있었으고, 국어 이외의 과목은 수신과 산수, 조선어 정도에 불과해 식민통치에 순응하고 식민지 산업화에 필요한 저급한 노동력을 양성하는 것을 목표로 삼았다.
일제강점기 초기, 조선총독부는 1918년부터 3개의 면에 1개의 보통학교를 두는 '3면1교주의' 정책을 시행하여 1922년 완료하였다.
| 조선교육령 시기의 추정학령인구과 보통학교 취학률 | 조선교육령 시기의 추정학령인구과 보통학교 취학률 | 조선교육령 시기의 추정학령인구과 보통학교 취학률 | 조선교육령 시기의 추정학령인구과 보통학교 취학률 |
| 연도                                             | 추정 학령 인구(명)                               | 보통학교 취학률(%)                               | 보통학교 수                                      |
| ------------------------------------------------ | ------------------------------------------------ | ------------------------------------------------ | ------------------------------------------------ |
| 1912                                             | 2,374,386                                        | 1.8                                              | 187                                              |
| 1915                                             | 2,601,094                                        | 2.3                                              | 347                                              |
| 1919                                             | -                                                | 3.13(추정)                                       | 484                                              |
| 1920                                             | 2,757,321                                        | 3.9                                              | 638                                              |

개정교육령 시기에는 조선인과 일본인 사이의 초등교육에서의 차별이 다소 완화되었다. 조선교육령이 개정됨에 따라 보통학교의 수업연한을 소학교와 같이 최대 6년까지로 할 수 있게 되었으며, 보통학교와 소학교 간의 학제 차별도 완화되었다. 6년제 보통학교의 경우, 수업 총 시수는 조선어를 제외하고 소학교와 동일하게 되었다. 즉, 보통학교의 시수가 소학교 시수보다 조선어 시수 만큼 많아진 것이다. 개정교육령에서는 문화통치의 정책기조를 따라 조선어를 필수과목으로 규정하여 조선인들의 관공립 보통학교 진학을 유도하려고 하였다. 교과목도 조선교육령 시기보다 다양화되었다.
| 개정교육령에 의한 보통학교 교과시수(6년제) 괄호의 시수는 여학급 시수 | 개정교육령에 의한 보통학교 교과시수(6년제) 괄호의 시수는 여학급 시수 | 개정교육령에 의한 보통학교 교과시수(6년제) 괄호의 시수는 여학급 시수 | 개정교육령에 의한 보통학교 교과시수(6년제) 괄호의 시수는 여학급 시수 | 개정교육령에 의한 보통학교 교과시수(6년제) 괄호의 시수는 여학급 시수 | 개정교육령에 의한 보통학교 교과시수(6년제) 괄호의 시수는 여학급 시수 | 개정교육령에 의한 보통학교 교과시수(6년제) 괄호의 시수는 여학급 시수 |
| 과목                                                                 | 1년                                                                  | 2년                                                                  | 3년                                                                  | 4년                                                                  | 5년                                                                  | 6년                                                                  |
| -------------------------------------------------------------------- | -------------------------------------------------------------------- | -------------------------------------------------------------------- | -------------------------------------------------------------------- | -------------------------------------------------------------------- | -------------------------------------------------------------------- | -------------------------------------------------------------------- |
| 수 신                                                                | 1                                                                    | 1                                                                    | 1                                                                    | 1                                                                    | 1                                                                    | 1                                                                    |
| 국 어                                                                | 10                                                                   | 12                                                                   | 12                                                                   | 12                                                                   | 9                                                                    | 9                                                                    |
| 조선어                                                               | 5                                                                    | 5                                                                    | 3                                                                    | 3                                                                    | 2                                                                    | 2                                                                    |
| 산 수                                                                | 5                                                                    | 5                                                                    | 6                                                                    | 6                                                                    | 4                                                                    | 4                                                                    |
| 국 사                                                                |                                                                      |                                                                      |                                                                      |                                                                      | 2                                                                    | 2                                                                    |
| 지 리                                                                |                                                                      |                                                                      |                                                                      |                                                                      | 2                                                                    | 2                                                                    |
| 이 과                                                                |                                                                      |                                                                      |                                                                      | 2                                                                    | 2                                                                    | 2                                                                    |
| 직 업                                                                |                                                                      |                                                                      |                                                                      | 2(1)                                                                 | 3(1)                                                                 | 3(1)                                                                 |
| 도 화                                                                | 1/2                                                                  | 1/2                                                                  | 1                                                                    | 1                                                                    | 2(1)                                                                 | 2(1)                                                                 |
| 창 가                                                                | 2/1                                                                  | 2/1                                                                  | 1                                                                    | 1                                                                    | 1                                                                    | 1                                                                    |
| 체 조                                                                |                                                                      |                                                                      | 3                                                                    | 3(2)                                                                 | 3(2)                                                                 | 3(2)                                                                 |
| 가 사                                                                |                                                                      |                                                                      |                                                                      | (2)                                                                  | (4)                                                                  | (4)                                                                  |
| 전 체                                                                | 24                                                                   | 26                                                                   | 27                                                                   | 31                                                                   | 31                                                                   | 31                                                                   |

하지만 이러한 개편은 조선인의 교육 기회를 확대하기는 했지만 조선인을 식민통치로 포섭하기 위한 목적으로 이루어진 것이었다. 필수과목으로 지정된 조선어 교과는 조선어 언어에 대한 내용 수업이 아니라 일본어 문장와 조선어 문장 간의 번역과 일본어 대화과 조선어 대화 간의 통역을 배우는 것이었다. 즉, 조선문학이나 어문학과 같은 고급 언어 교육이 이루졌던 것은 아니다. 또, 당시의 보통학교의 교과목 편성 시수 자료에 의하면, 여전히 실용적 과목의 시수의 비중이 높다. 인문학 과목이라 할 수 있는 국사와 지리, 이과의 시수는 고학년에만 배정되어 있고, 산수와 국어와 같은 실용적인 과목은 1학년때부터 많은 비중을 차지하고 있다. 예술과목의 일종이라 할 수 있는 도화와 창가의 시수가 약간 편성되어 있기는 하지만, 이 교과 내용은 일본의 식민통치를 정당화하는 데 이용되었다. 다시 말해, 도화시간에 식민통치를 옹호하는 포스터를 그리거나 창가시간에는 일본의 국가나 전통음악을 배웠던 것이다.
조선총독부가 교육령을 개정하면서 함께 내놓은 정책은 보통학교 시설의 확대였다. 실제로 조선총독부는 1928년부터 1면에 1개의 보통학교를 설립하는 정책을 추진하여 1936년에 완료하였다. 하지만 이러한 정책은 기만적 정책에 불과했다. 당시 1개 면의 지리적 면적은 상당히 넓었기 때문에 1면에 거주하는 학생이 한 보통학교에 모두 취학하는 것은 사실상 불가능했으며, 경성과 평양, 부산, 흥남과 같은 대도시 이외 지역의 보통학교의 총 학급은 평균적으로 3~4학급에 불과했다. 이 때문에 초등학교의 수가 수적으로 증가했음에도 1936년의 취학률은 26%에 지나지 않았다. 이러한 현실적 여건 때문에 일제강점기 내내 ‘초등학교(보통학교, 조선인소학교) 입학난’이 심각한 문제였고, 수많은 보통학교에서는 신입생을 선발하는 시험을 실시하였다. 초등학교 입학 시험은 세계 교육사상 유래 없는 것으로, 일제의 교육정책이 얼마나 기만적이고 야만적이었는지 알 수 있다. 일제강점기의 보통학교와 조선인소학교 입학 경쟁률은 평균 2~3:1이었다.
개정교육령에서 보통학교의 교육연한이 일본인이 재학하는 소학교 만큼 연장할 수 있게 된 것은 표면적으로 조선인과 일본인의 교육 차별을 줄이려는 노력으로 선전되었지만, 실상은 그렇지 않았다. 보통학교의 교육연한을 6년으로 고정한 것이 아니라 최대 6년으로 할 수 있다고 규정함으로써, 모든 보통학교가 반드시 6년의 교육연한을 따를 필요가 없었던 것이다. 이러한 맹점으로 인하여 많은 보통학교가 여전히 4년제였으며, 일제강점기 말기에도 4년제 보통학교가 5, 6년제 보통학교보다 그 수가 많았다.
1938년 조선총독부는 개정교육령을 재개정하게 된다(제3차 조선교육령). 이 2차 개정교육령에 따라 보통학교의 명칭은 일본인 학교인 '소학교'로 개칭된다. 또, 황국신민화와 관련된 교과목이 강화되어 국어와 국사, 수신, 체육 교과가 교육과정에서 차지하는 비중이 높아졌다. 아울러 필수과목이었던 조선어를 수의과목으로 분류하여, 많은 보통학교에서 선택을 하지 않게 유도하였다. 이 시기에는 1937년 조선인 교육관료가 만든 황국신민서사를 학생들이 암기하게 하였으며, 표면상으로는 일본인과 제도상으로 동등한 교육을 시키겠다는 정책을 펼쳐 황국신민화교육을 강화하였다. 이러한 일제의 행태는 교육을 통해 조선인을 사상적으로 통제하려는 고도의 식민 정책이었다.
전쟁이 심화된 시기인 1943년에 조선총독부는 조선교육령을 또 한번 개정(제4차 조선교육령)하는데, 이 개정에서 조선인 소학교의 명칭이 국민학교로 바뀌게 된다. 이 개정에서는 수의과목으로라도 잔존했던 조선어 과목이 완전히 폐지되며, 학교내에서 조선어의 사용이 금지된다. 일본이 참여한 전쟁이 점점 심화되면서 학교를 전쟁 동원의 일환으로 간주하여 국민학교를 비롯한 각급 학교에서의 교육 왜곡이 급속도로 진행되었는데, 국민학교도 예외가 아니었다. 수업은 파행적으로 진행되었으며, 학생들은 군사교육과 각종 노무동원에 내몰리게 되었다.
이러한 시기에도 초등학교의 확충은 계속되어 1936년에는 1946년까지 취학률 60%를 목표로 하는 대규모 초급학교 충원계획이 마련 되었으며, 1942년에는 일본에서 이미 시행되고 있던 의무무상초등교육제도가 마련되어 1946년부터 조선인 소학교에 대해 의무무상교육이 예정되어 있었다. 일제강점기 말기의 국민학교 취학률은 전체 43%였으며, 남자의 경우는 60%에 육박했다.
일제강점기의 조선인들에게 보통학교(소학교, 국민학교)는 사실상의 최종학교로 인식되었다. 때문에 많은 교육계 인사들이 보통학교의 연한에 민감한 반응을 보였고, 보통학교의 확충운동을 벌여나갔다. 일제강점기 시기 보통학교 졸업자는 사회에서 높은 대우를 받았다. 보통학교 졸업자가 보통학교 비졸업자보다 판임관이 되기에 절대적으로 유리했으며, 보통문관시험의 응시자와 합격자 다수도 보통학교 졸업자가 차지했다. 각종 은행과 회사, 상점의 취업에도 보통학교 학력이 필수로 되면서 보통학교와 그 졸업자의 사회적 위상은 일제강점기 시기 내내 높아져갔다.
보통학교의 교원 대부분은 조선내의 사범학교 졸업자와 일본의 사범학교 졸업자였다. 일제강점기 초기에는 대부분의 교원이 일본 사범학교 출신자로 일본인이었으나, 1920년대 이후 조선인 사범학교 졸업자가 늘어나자 조선인 보통학교에는 조선인 교원이 배치되었다. 일본인 교원이 조선에 파견되는 경우는 본봉의 0.5배에 해당하는 외지수당이 별도로 지급되었다. 이 외지수당은 조선인 교원이 일본이나 만주국에 파견되는 경우에도 지급되었다.

## 중등교육
일제강점기의 중등교육은 인문교육과 실업교육, 사범교육으로 나뉜다. 인문교육을 하는 학교에서는 사회와 과학과 같은 일반 학문을 교육하였고, 실업교육학교에서는 하급 직업인 양성을 위한 기술ㆍ기능 교육을 실시하였다. 중등교육에서의 사범교육은 초등교육기관인 보통학교와 소학교의 교원을 양성하기 위한 교원교육이었다.

### 인문교육

경성제2고등보통학교

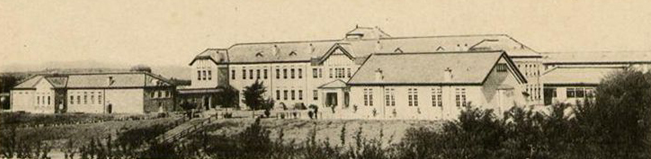
평양고등보통학교

공주고등보통학교

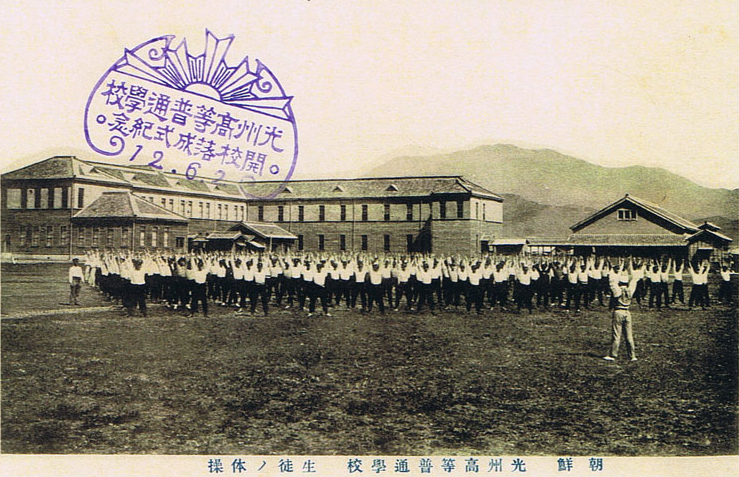
광주고등보통학교

경성여자고등보통학교

경기중학교

사립 고창고등보통학교

고등보통학교용 국사 교과서

일제강점기의 인문교육도 초등교육과 마찬가지로 조선인과 일본인 간의 차별적인 요소를 갖고 있었다. 일본인이 재학하는 학교의 명칭은 중학교(中學校)였고, 조선인이 재학하는 학교의 명칭은 고등보통학교(高等普通學校)였다. 이 두 학교는 완전히 다른 학교급으로 설정되어 있었기 때문에 초등교육기관에서의 차별 이상의 의미를 지니고 있었다.
일본인이 재학하는 중학교는 일제강점기 초기부터 5년제였으며, 교육내용도 일본의 중등교육과정에 상응하는 것들로 이루어졌다. 이 당시의 중등교육은 의무교육이 아니었고, 또한 무상교육도 아니었기 때문에 수업료를 지불하여야 했다. 조선내에서의 일본인을 위한 중등교육기관의 단위인구당 수는 일본의 단위인구당 중등교육기관의 수보다 적었기 때문에 별도의 입학 시험을 보아야 입학할 수 있었다. 당시 일본인 중학교의 평균 입학경쟁률은 2~4:1로 조선인의 고등보통학교와 중학교에 비해서 크게 낮은 수치였다.
| 중학교의 교수시수         | 중학교의 교수시수 | 중학교의 교수시수 | 중학교의 교수시수 | 중학교의 교수시수 | 중학교의 교수시수 |
| 과목                      | 1년               | 2년               | 3년               | 4년               | 5년               |
| ------------------------- | ----------------- | ----------------- | ----------------- | ----------------- | ----------------- |
| 수 신                     | 1                 | 1                 | 1                 | 1                 | 1                 |
| 국어 및 한문              | 8                 | 6                 | 6                 | 5                 | 5                 |
| 외국어 (영어, 독어, 불어) | 6                 | 7                 | 7                 | 5                 | 5                 |
| 역 사                     | 1/2               | 1/2               | 1/2               | 1/2               | 1/2               |
| 지 리                     | 2/1               | 2/1               | 2/1               | 2/1               | 2/1               |
| 수 학                     | 4                 | 4                 | 5                 | 4                 | 4                 |
| 박 물                     | 2                 | 2                 | 2                 | 2                 | -                 |
| 물리 및 화학              |                   |                   | 2                 | 4                 | 4                 |
| 법제 및 경제              |                   |                   |                   |                   | 2                 |
| 실 업                     |                   |                   |                   | 2                 | 2                 |
| 도 화                     | 1                 | 1                 | 1                 | 1                 | 1                 |
| 창 가                     | 1                 | 1                 | -                 | -                 | -                 |
| 체 조                     | 3                 | 3                 | 3                 | 3                 | 3                 |
| 전 체                     | 29                | 30                | 30                | 30                | 30                |

조선인이 재학하는 중등교육기관인 고등보통학교는 조선교육령시기에는 4년제였다. 이 시기에는 조선반도 전체에 24개교의 관ㆍ사립 고등보통학교와 1만명 내외의 고등보통학생이 있었다. 이는 0.045%의 취학률로 당시 전 세계적으로 매우 낮은 수치에 해당하는 것이었다. 이처럼 일제는 고등교육의 예비과정이라 할 수 있는 중등교육을 극도로 억압함으로써 조선인이 고등교육을 받을 수 있는 기회를 원천적으로 차단하려 하였다. 또한 4년제 고등보통학교에서의 교육내용은 일본인 중학교에 크게 못미치는 것이었다. 당시의 보통학교가 4년제였기 때문에 고등보통학교의 교육은 진정한 중등교육이 아닌 보통학교 교육의 연장선일 수밖에 없었다. 즉, 고등보통학교 1, 2학년에 일본인 소학교 5, 6학년 과정에 해당하는 교육이 이루어졌던 것이다. 한편, 당시에는 사범학교가 전국적으로 1개교 밖에 없어서 고등보통학교에서 사범교육도 하였는데, 4년 과정의 정규 고등보통학교 과정을 마친 자를 대상으로 2년제의 사범과에서 사범교육을 제공하였다. 조선인들은 2년제 사범과에 가서야 비로소 제대로 된 중등수준의 교육을 받을 수 있었던 것이다.
이 당시 조선내의 고등보통학교 졸업은 일본에서 소학교 졸업으로 인정되었기 때문에 일본의 대학이나 고등전문학교로 유학하기 위해서는 조선내 1개뿐인 사범학교를 사비생으로 입학 하여 예과를 졸업하거나 일본의 중학교에 다시 입학하여야 했다. 이는 엄청난 차별이었다. 일본인에 비해 학령연령이 최대 5년까지 차이가 나기 때문이었다. 이러한 모순은 개정교육령과 일본내의 제국대학령, 대학령, 고등학교령의 개정으로 완화되었지만 완전히 해소되지는 않았기 때문에 일제강점기 내내 존재했다. 이와 같은 제도적 어려움 때문에 당시의 대학 입학자는 연간 두자리수에 지나지 않았다.
1922년 조선교육령이 개정되자 고등보통학교의 차별적인 수업연한과 수업배당은 중학교와 동일하게 되었다. 또, 관립고등보통학교와 사립고등보통학교가 같은 급으로 개정되어 사립고등보통학교를 졸업하여도 관립고등보통학교와 같은 졸업자격을 얻게 되었다. 개정교육령이 공포와 함께 조선총독부는 조선인의 중등교육의 기회를 넓힌다며 고등보통학교의 정원을 늘리고, 고등보통학교를 신설한다는 시책을 발표하였다. 그러나 기존의 고등보통학교의 정원을 늘리는 것에만 그쳤고 고등보통학교의 신설은 거의 이루어지지 않아 중등학교 입학난이 나타하게 되었다. 이 당시의 언론에 의하면 대부분의 중등학교는 기본적으로 10:1의 경쟁률을 보였으며, 경성제1고보나 평양교보같은 명문 고등보통학교는 40:1의 경쟁률을 보이기도 했다. 교육계 인사들은 ‘일본의 대학에 입학하는 것보다 조선의 고보에 입학하는 것이 10배는 어렵다.’며 적극적인 중등교육기관의 확충을 총독부에 요구하기도 하였다.
조선총독부는 이러한 입학난에 대처하기 위해 ‘전문학교검정시험’이라는 시험을 신설하게 된다. 일제강점기에 중등학교의 상위학교인 전문학교와 대학예과, 고등학교에 입학하기 위해서는 고등보통학교나 중학교를 졸업해야 했는데, ‘전문학교검정시험’을 통해 고등보통학교나 중학교를 졸업하지 않고도 그 학력을 인정해주겠다는 것이었다. 이러한 시책은 매우 교묘한 정책으로 이 시험의 범위가 고등보통학교 교육과정 5년간의 전범위에서 출제되고 20개 내외의 과목 모두에 합격해야 전문학교입학 검정을 주었다. 실재로 이 시험에 합격하는 수험생은 매우 드물었다.
이 시기에도 조선의 고등보통학교와 일본의 중학교 간의 차별이 완전히 시정되지는 못하였다. 당시 일본의 중학교는 5년제였는데, 조선의 고등보통학교 졸업은 일본의 중학교 4년 종업으로 인정받았다. 따라서, 일본의 고등전문학교와 대학에 진학하기 위해서는 일본의 중학교 5년으로 편입하거나 조선에 단 하나 뿐인 제국대학의 예과 2년을 마쳐야 했다. 일본의 제국대학에 입학하기 위해서는 일본의 중학교 5년으로 편입해 졸업한 후 일본의 고등학교에 입학하거나 조선의 제국대학의 예과를 졸업하여 별도의 입학사정을 거쳐야했다. 차별적 요소가 여전하긴 하였으나 차별이 이전에 비해 크게 완화되자 일본 고등전문학교와 대학 유학 붐이 조선에서 일어나게 되었다.
1938년 2차개정교육령에서는 고등보통학교와 여자고등보통학교를 중학교와 고등여학교라는 명칭으로 변경하였다. 이는 일본인의 학교와 같은 명칭을 갖게 되는 것이었다. 1943년의 3차개정교육령에서는 중학교와 고등여학교의 교육연한을 4년으로 단축하고 수업교과와 시수를 대폭 조정하는 무자비한 교육탄압을 가하게 된다. 여러 과목이 통폐합되어 제대로된 교육이 진행되지 못하게 되었으며, 학생들은 노무동원과 학도병 지원 등에 내몰리게 되었다.
| 3차개정교육령에서의 조선인중학교 수업시수 | 3차개정교육령에서의 조선인중학교 수업시수 | 3차개정교육령에서의 조선인중학교 수업시수 | 3차개정교육령에서의 조선인중학교 수업시수 | 3차개정교육령에서의 조선인중학교 수업시수 |
| 과목                                      | 1년                                       | 2년                                       | 3년                                       | 4년                                       |
| ----------------------------------------- | ----------------------------------------- | ----------------------------------------- | ----------------------------------------- | ----------------------------------------- |
| 국민과 (수신, 역사, 국어, 지리)           | 9                                         | 9                                         | 10                                        | 10                                        |
| 이수과 (수학, 물상, 생물)                 | 8                                         | 8                                         | 10                                        | 10                                        |
| 체련과 (교련, 체육, 무도)                 | 4                                         | 4                                         | 3                                         | 3                                         |
| 실업과                                    | 2                                         | 2                                         | 2(2)                                      | 2(2)                                      |
| 외국어                                    | 4                                         | 4                                         | (4)                                       | (4)                                       |
| 수 련                                     | 3                                         | 3                                         | 3(2)                                      | 3(2)                                      |
| 전 체                                     | 37                                        | 37                                        | 38                                        | 38                                        |

일제가 이렇게 중등인문교육을 억압한 것은 민족의식이 사상적 수준으로 고양되어 대중화되는 것을 막기위한 것이었다. 고등보통학교(조선인 중학교)에서 교육된 인문학적 학문인 역사와 지리, 언어 교육의 내용은 일본의 것에 한정되었으며, 세계사와 세계지리는 왜곡된 내용으로 교육되었다. 일제는 고보출신의 고등학력자에 대한 적극적인 회유정책을 추진하였다. 경무국 경찰간부 임용 조건을 고보이상으로 규정하여 고보출신자는 경찰간부에서부터 경찰이 될 수 있도록 배려 했으며, 조선총독부와 지방 관청의 관리 승진시에도 고보출신자를 우대하였다. 일제가 중등인문교육을 억압한 것은 중등교육의 상위단계인 고등교육과 전문교육을 받을 양적 재원을 한정하려는 의도도 있었다.
일제강점기 고등보통학교와 중학교의 위상은 매우 높았다. 이 시기 일본에서도 고등전문학교와 대학에 진학하는 것은 쉬운 일이 아니었기 때문에 중학교 졸업은 좋은 직업으로의 취업과 직결되었다. 이러한 상황에서 조선 내에서 고등보통학교 졸업은 희소성과 더불어 더 나은 기회로 나갈 수 있는 것을 의미했기 때문에 고등보통학교 졸업자는 사회의 인테리로 대우받았다. 조선은행과 식산은행, 동양척식주식회사와 같은 관영금융기관과 평양부청, 경성부청, 경기도청과 같은 지방 행정기관에서도 고등보통학교 출신자를 우대하여 채용하였다. 또한, 조선총독부 경무국의 경찰간부가 되기 위해서는 고등보통학교 졸업이 필수적이었다.
| 일제강점기의 관공립고등보통학교 목록 | 일제강점기의 관공립고등보통학교 목록                                                                     | 일제강점기의 관공립고등보통학교 목록 | 일제강점기의 관공립고등보통학교 목록       |
| 설립연도                             | 남자학교                                                                                                 | 설립연도                             | 여자학교                                   |
| ------------------------------------ | --- | ------------------------------------ | ------------------------------------------ |
| 1911                                 | 경성제1고등보통학교, 평양고등보통학교, < 사립 함흥고등보통학교 :: 1918년 4월 1일 관립 함흥고등보통학교 > | 1911                                 | 경성여자고등보통학교                       |
| 1916                                 | 대구고등보통학교                                                                                         | 1914                                 | 평양여자고등보통학교                       |
| 1918                                 | 함흥고등보통학교                                                                                         | 1926                                 | 공주여자고등보통학교 대구여자고등보통학교  |
| 1919                                 | 전주고등보통학교                                                                                         | 1927                                 | 광주여자고등보통학교 부산여자고등보통학교  |
| 1921                                 | 경성제2고등보통학교, 신의주고등보통학교                                                                  | 1932                                 | 해주여자고등보통학교                       |
| 1922                                 | 공주고등보통학교, 해주고등보통학교, 경성(함북)고등보통학교, 광주고보와 동래고보가 관립으로 이관          | 1935                                 | 함흥여자고등보통학교, 나주여자고등보통학교 |
| 1924                                 | 청주고등보통학교, 춘천고등보통학교                                                                       | 1936                                 | 신의주여자고등보통학교                     |
| 1925                                 | 진주고등보통학교                                                                                         | 1937                                 | 대전여자고등보통학교                       |
| 1936                                 | 안주고등보통학교                                                                                         | -                                    | -                                          |

| 1911 | 숙명여자고등보통학교                                                            |
| 1912 | 진명여자고등보통학교                                                            |
| 1913 | 양정고등보통학교                                                                |
| 1916 | 배재고등보통학교, 동래고등보통학교(1922년 공립으로 이관)                        |
| 1917 | 보성고등보통학교, 송도고등보통학교                                              |
| 1918 | 휘문고등보통학교, 광성고등보통학교 이화여자고등보통학교, 호수돈여자고등보통학교 |
| 1920 | 고창고등보통학교, 광주고등보통학교(1922년 공립으로 이관)                        |
| 1921 | 중앙고등보통학교 정의여자고등보통학교                                           |
| 1925 | 배화여자고등보통학교, 일신여자고등보통학교, 루씨(Lucy)여자고등보통학교          |
| 1926 | 오산고등보통학교 동덕여자고등보통학교                                           |
| 1929 | 영생여자고등보통학교                                                            |
| 1931 | 영생고등보통학교 김천고등보통학교                                               |

고등보통학교와 중학교의 교원은 법제상으로는 고등사범학교를 졸업한 자를 임용하여 충원하게 되어있었으나, 조선에는 고등사범학교가 없었고, 일본에도 7개의 고등사범학교만 있어서, 조선내의 중등학교에는 고등사범학교 출신의 교원이 극히드물었다. 일제강점기 초기에는 일본의 고등학교나 대학예과를 졸업자들이 조선의 중등학교 교원으로 많이 왔다. 1920년대 일본에서 대학 졸업자가 많아지자, 이 들이 조선의 중등학교 교원으로 많이 오게되었으나, 일본의 고등학교 출신자가 대다수였다. 1930년대에는 조선 내 대학과 전문학교 졸업자들이 조선인 고등보통학교 교원의 대다수를 차지하게 되었다.
1920년대 들어 조선에 대학 예과가 설립되고 전문학교가 활성화되면서 고등보통학교의 서열이 나타나기 시작했다. 경성제1고등보통학교와 경성제2고등보통학교, 평양고등보통학교가 3대명문고보로 이름을 날렸으며, 중앙고등보통학교와 휘문고등보통학교는 사립 전문학교와 일본의 고등학교에 많은 학생을 진학시켜 명성을 얻었다.

### 실업교육
실업교육은 중등 교육의 일환으로 이루어졌다. 실업학교는 조선인과 일본인 공학이었다. 실업학교는 각 실업 분야에서 종사하는 기능공을 양성하기 위한 교육 기관이었다. 실업학교에서는 이론보다는 실습과 실험을 중시해서 해당 분야의 실업 과목이 크게는 전체 시수의 절반을 차지하기도 하였다. 실업학교는 전국 각지에 여러 종류가 설립되었으며, 입학 경쟁률은 3~8:1정도로 고등보통학교보다 낮았다.
조선교육령시기의 실업학교는 2년제였으며, 농업학교, 공업학교, 상업학교가 있었다. 이 시기의 실업학교에는 보통학교(4년제)를 졸업한 자가 입학했다. 1911년 3월 당시 실업학교는 관립 1개교, 공립 14개교, 사립 6개교가 있었다. 1918년에는 수원농림학교가 수원농업전문학교로 승격되기도 하였다. 개정 조선 교육령 시기에는 실업학교의 수업 연한이 3~5년으로 연장되어 명목상 조선 내의 고등전문학교나 대학 예과에 진학하거나 일본의 중학교 5학년에 편입할 수 있게 되었다. 또, 실업학교의 종류가 확대되어, 농업학교, 공업학교, 상업학교, 상선학교, 수산학교, 직업학교를 설립할 수 있게 되었다. 조선총독부는 실업학교는 고등보통학교와는 달리 적극적으로 설립하였으며, 사립 실업학교의 인가도 크게 제한하지 않았다. 1943년에 조선교육령이 개정되면서 실업학교의 교육 연한이 4년으로 고정되었으며, 졸업생들은 전쟁동원을 위한 직장에 우선적으로 배치되었다.
일제강점기에 조선총독부는 실업학교에 대해서 만큼은 유화적인 정책을 취했는데, 이는 조선인이 고등 기술을 익힐 수 있는 고등전문학교나 대학에 진학하는 것을 최대한 억제하고 하급 기술만을 습득하게 하려는 의도에서였다. 일제의 이러한 의도는 학교의 구성 비율만 봐도 알 수 있다. 조선총독부와 지방정부가 설립한 관공립 실업학교는 절대 다수가 농업학교나 농림학교로 농업 분야에 편중되어 있었다. 관공립농림학교는 30여개교에 이르렀지만 관립공업학교가 1개교였으며, 공립수산학교도 4개교에 불과했다. 공립상업학교는 약간 있었으나, 관립 상업학교는 전무했다. 제도상으로는 실업학교 출신자도 고등전문학교나 대학 예과에 진학할 수는 있었지만, 교과목 자체가 실용 기술 분야에 편중되어 있어서 상급학교진학을 위한 시험에 응시한다는 것은 사실상 불가능했으며, 진학자도 소수였다.
- 관립실업학교: 관립 인천실업학교
- 공립실업학교: 공립 부산실업학교, 공립 진주실업학교, 공립 춘천실업학교, 공립 군산실업학교, 공립 정주실업학교
- 사립실업학교:
  - 관립농업(농림)학교:관립이리농림학교, 관립수원농업학교, 관립평양농업학교
  - 공립농업(농림)학교:공립제주농림학교, 대구공립농림학교, 공립전주농림학교, 공립광주농림학교, 도립평양농업학교, 도립함흥농업학교

- 사립농업(농림)학교:
- 공립상업학교: 마산상업학교 (1921)
- 사립상업학교:
- 관립공업학교: 관립 경성공업학교(1906, 1922)
- 공립수산학교: 통영 공립수산학교(1917, 1923), 여수 공립수산학교(1921), 부산 공립수산학교(1927), 청진 공립수산학교(1938)

### 사범교육

경성사범학교

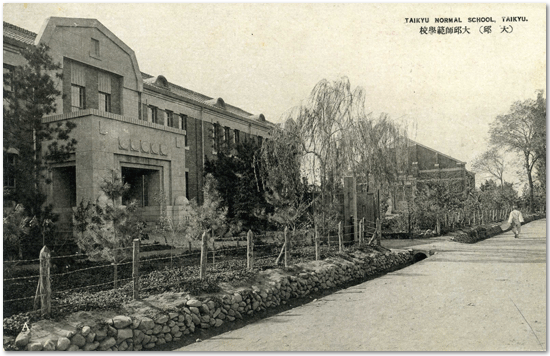
대구사범학교

진주사범학교

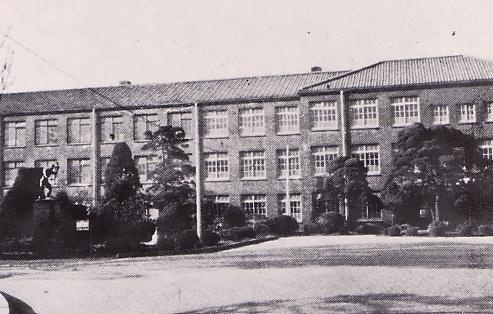
경성여자사범학교

일제강점기의 중등교육에는 사범교육도 포함되었다. 중등교육 수준에서의 사범교육은 초등교육기관의 교원을 양성하는 것이었다. 중등교육 수준의 사범교육기관에는 사범학교가 있었으며, 이 사범학교는 현재 교육대학교의 원형이다. 사범학교는 조선인과 일본인이 공학했다.
조선교육령이 제정된 후 조선총독부는 대한제국 때 설립되어 조선총독부의 관할하에 운영되던 관립한성사범학교(1895)를 폐지하고, 각 고등보통학교에 1년제 사범과를 설치해 보통학교 교원을 양성했다. 1920년대 들어 보통학교 수와 보통학교 취학자가 급증하자 교원 수요가 높아져 기존의 방식으로는 교원 수급을 감당할 수 없게 되어 각 도에 고등보통학교와 중학교 재학자를 대상으로 한 6개월 미만의 임시교원양성소를 설치하여 교원을 양성했다. 이러한 상황에서 1921년에 조선총독부사범학교가 설립되어 체계적이고 근대적인 사범교육이 시작되게 되었다. 조선총독부 사범학교는 경성에 설치되어 있었고, 남자반은 보통과 5년과 연습과 1년으로 총 6년제였고, 여자반은 보통과 4년과 연습과 1년으로 총 5년제였다.
3면1교주의 시책이 1920년대 초 완료되고, 조선교육령이 개정됨에 따라 교원 수요가 폭발적으로 증가하였다. 이에 따라 1923년에 전국의 여러 도에 도립(공립)사범학교가 설립되었다. 여자사범학교는 별도로 설립되지는 않았고, 각 사범학교에 여자반이 설치되어 있었다. 사범학교에는 1부와 2부가 설치되어 있어서 1부에서는 일본인을 위한 소학교 교원을 양성하였고, 2부에서는 조선인을 위한 보통학교 교원을 양성하였다. 여러 사범학교가 설립되기는 했지만 교원수급난은 끊임없이 이어졌으며, 때문에 각 고등보통학교의 사범과는 계속 존치되었다. 사범학교가 관공립으로만 한정되기는 했지만, 교원수급난이 워낙 심각했기 때문에, 사립 고등보통학교에 사범과를 설립하는 것을 묵인하였다. 사립 고등보통학교에 설치된 사범과를 통해 훈도(소학교ㆍ보통학교 교원) 면허를 얻을 수는 있었지만, 2종만을 취득할 수 있었다. 같은 시기 관공립 사범학교와 고등보통학교 출신자는 1종훈도면허를 취득했다.
1920년대 말 대공황의 여파로 지방교부금이 축소되어 ‘도’ 재정이 악화되자, 도립 사범학교의 운영이 파행적으로 이루어지게 되었다. 이에 1930년을 전후하여 조선총독부는 도립 사범학교를 인수하여 관립 사범학교로 전환하였다. 이로 인해 사범학교의 규모와 정원이 크게 늘어나게 되었다. 1928년 1면1교주의 정책에 따라 보통학교가 전국적으로 설립되게 되자, 교원부족 현상이 극심해졌다. 조선총독부는 이에 대응하기 위해 1936년부터 매년 1개교 이상의 사범학교를 설립하는 정책을 추진하기로 발표하였고, 실제로 이 정책은 실현되었다. 1935년부터는 일부 사범학교의 여자반을 분리하여 여자사범학교를 설립하기 시작하기도 했다.
사범학교의 공납금(등록금)과 수업료는 전액 조선총독부에서 지급되었다. 또 일정 비율(보통 30%)를 관비생으로 선발하여 조선총독이 매월 15원씩의 학비 보조금을 하사하였다. 이러한 혜택은 당시로서는 대단히 파격적인 것이었지만, 사범학생에게는 상응하는 의무가 주어졌다. 사범학생은 졸업이후에 어떠한 이유를 불문하고 반드시 소학교와 보통학교 훈도로 의무적으로 근무하여야 했다. 이 기간은 사비생은 2년이었고, 관비생은 4년이었다. 실례로, 1932년 대구사범학교를 관비생으로 졸업한 김모 훈도가 훈도 근무 2년차에 일방적으로 사직서를 제출한 후 동경물리학교로 유학하였는데, 그 사직서를 수리한 교장과 시학관(장학사)이 파면될 위기에 처해 김모 훈도가 유학을 포기하고 의무 근무 연한을 모두 채운 사례가 있었다.
1943년에는 사범학교 규정이 정식으로 제정되었다. 여기서 경성사범학교, 평양사범학교, 대구사범학교, 경성여자사범학교가 고등교육기관인 전문학교급으로 승격되었다. 또, 이 규정의 제정으로 사립 고등보통학교의 사범과 수료자에게 더 이상 훈도면허를 주지 않게 되었다. 대신에, 전문학교급 사범학교 졸업자에게 1종훈도면허, 중등학교급 사범학교에 2종훈도면허를 부여하였다. 전문학교급 사범학교에는 중학교와 고등보통학교 졸업자가 입학하게 되었다.
| 《일제강점기의 사범학교 목록》 관립학교를 기준으로 하여 기술, 괄호안은 최초설립연도 | 《일제강점기의 사범학교 목록》 관립학교를 기준으로 하여 기술, 괄호안은 최초설립연도 | 《일제강점기의 사범학교 목록》 관립학교를 기준으로 하여 기술, 괄호안은 최초설립연도 | 《일제강점기의 사범학교 목록》 관립학교를 기준으로 하여 기술, 괄호안은 최초설립연도 |
| 설립연도                                                                            | 남자학교                                                                            | 설립연도                                                                            | 여자학교                                                                            |
| ----------------------------------------------------------------------------------- | ----------------------------------------------------------------------------------- | ----------------------------------------------------------------------------------- | ----------------------------------------------------------------------------------- |
| 1922                                                                                | 경성사범학교(1921)                                                                  | 1935                                                                                | 경성여자사범학교(1921)                                                              |
| 1929                                                                                | 대구사범학교(1923), 평양사범학교(1923)                                              | 1938                                                                                | 공주여자사범학교                                                                    |
| 1936                                                                                | 전주사범학교(1923)                                                                  | 1944                                                                                | 원산여자사범학교                                                                    |
| 1937                                                                                | 함흥사범학교                                                                        |                                                                                     |                                                                                     |
| 1938                                                                                | 광주사범학교(1923)                                                                  |                                                                                     |                                                                                     |
| 1939                                                                                | 춘천사범학교(1923)                                                                  |                                                                                     |                                                                                     |
| 1940                                                                                | 진주사범학교(1923)                                                                  |                                                                                     |                                                                                     |
| 1941                                                                                | 청주사범학교(1923)                                                                  |                                                                                     |                                                                                     |
| 1942                                                                                | 신의주사범학교, 대전사범학교                                                        |                                                                                     |                                                                                     |
| 1943                                                                                | 해주사범학교, 청진사범학교                                                          |                                                                                     |                                                                                     |

같은 부류의 중등교육기관과 비교해 보면, 사범학교에 대한 조선총독부의 정책은 가장 교묘한 것이었다. 일제강점기 내내 조선총독부는 조선인에 대한 사범교육의 기회를 지속적으로 확대해 나갔는데 여기에는 거대한 음모가 숨어 있는 것이었다. 이 시기 중등ㆍ고등교육기관의 학비가 매우 비쌌던 상황과 취업을 위한 일자리 자체가 극히 적었다는 사실을 고려해보면, 사범학교의 무료 학비 제도와 훈도 의무 복무 규정은 당시 대중들에게 조선총독부의 ‘시혜’로 인식되었다. 더구나, 사범학교에 입학하여 상위 30%에 해당하게 되면 조선총독이 하사하는 15원의 학비 보조금도 받을 수 있었다. 당시 일반 중산층 가족의 월 평균 생활비가 30~40원라는 점을 감안할 때 15원은 어마어마한 금액이었다. 이러한 혜택들 때문에 수많은 학생들이 사범학교에 몰리게 되었으며, 사범학교 내에서도 관비생 자격을 얻기 위해 치열한 경쟁이 펼쳐졌다. 하지만 사범학교에 입학하기 위한 공부와 사범학교 내에서 관비생으로 선발되기 위한 공부를 하는 것은 결국 조선총독부의 시책과 식민통치 정책을 학생 스스로 내면화하는 것과 다름이 없었다. 즉, 조선총독부가 각종 혜택을 통해 우수 인력을 회유하여 친일적 교원을 양성하여 민족주의 진영으로 유입되는 것을 막고, 이러한 교원을 통해 수많은 보통학교 학생들에게 친일경향을 심어 민족주의를 고사시키려 한 것이었다.
또, 교육 단계를 계열적으로 조망해 보면 사범학교의 의무 복무 규정에는 또 다른 정책적 계산이 숨어 있다. 당시 사범학교에 입학하는 학생들은 조선 최고의 수재였는데, 이들에게 사범교육만을 제공하고 수년간 보통학교 훈도로 묶어 둠으로써 조선인 수재들이 상급학교로 진학하는 것을 원천적으로 봉쇄한 것이다. 사범학생들의 교육과정은 고등보통학교의 교육과정과 판이하게 달라 상급학교로의 진학을 준비한다는 것이 사실상 불가능했고, 당시 학교에서는 건강과 일신상의 문제 이외에는 사표를 수리해 주지 않는 관행 때문에 우수한 인력들이 상급학교로 진학하는 것이 사실상 봉쇄되었던 것이다.
일제강점기의 사범학교는 해방 이후 대한민국에서는 (구제)사범학교로 이어지다 오늘날의 교육대학교의 원형이 되었고, 조선민주주의인민공화국에서는 교원대학의 모태가 되었다.

## 고등교육

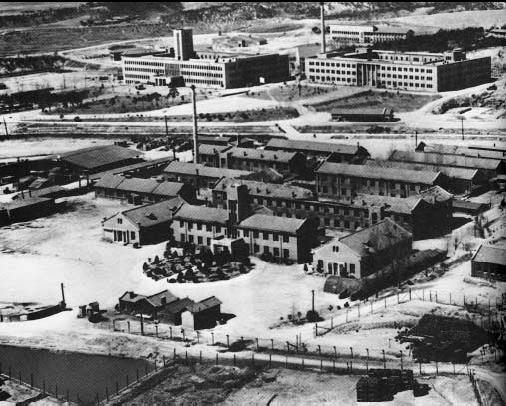
관립 경성광산전문학교(하)와 경성제국대학 이공학부(상)

관립 경성법학전문학교

관립 경성고등공업학교

관립 경성고등상업학교

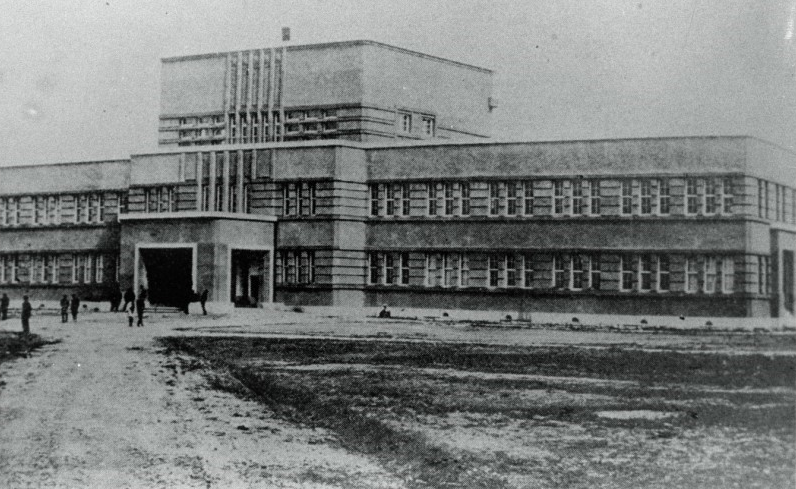
공립 평양의학전문학교

사립 보성전문학교

사립 연희전문학교

사립 세브란스의학전문학교

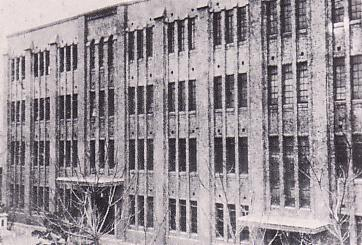
사립 경성치과의학전문학교

일제강점기의 고등교육은 고급 기술을 교육하는 전문교육기관인 전문학교와 고등학술을 교육하고 학문을 연구하는 고등교육기관인 대학과 중등학교 교원을 양성하는 고등사범학교로 이루어져 있었다.
일제강점기의 고등교육은 가장 제한되어 있던 분야이다. 일제강점기 초기에는 아예 대학교육을 받을 수 있는 기회가 없었으며, 고급 기술을 교육하는 전문학교의 입학 기회도 극히 제한되어 있었다. 1922년 조선교육령이 개정되면서 대학의 설립과 운영에 대한 조항이 생기고, 인가전문학교가 여러 개 생겨나게 되었지만, 전체 관공립 전문학교와 사립 전문학교, 대학 예과와 본과에 재학하고 있는 조선인 학생수는 5천명 안팎이라 전체 인구 대비 0.2%만 고등교육을 받을 수 있었던 판국이었다. 일제강점기 말기에는 전문학교의 수업연한이 3년으로 제한되고 사립전문학교들이 조선총독부의 직접적인 간섭을 받게되었으며, 전문학생과 대학생들에 대한 강제 학도병 지원과 강압적인 노무동원이 이어졌다.

### 전문학교
전문학교(專門學校)는 실업학교 이상의 고급 기술을 교육하기 위한 학교로 근대 일본과 일제강점기 당시 한반도, 타이완과 만주국에 있었던 학교이다. 전문학교는 대학(大學) 수준의 고등교육을 제공하나, 학문과 이론보다는 실무적 기술을 주로 교육했다. 즉, 의학전문학교에서는 의학을 학문적 목적으로 교육하고 연구하는 것이 아니라 의학을 도구의 일환으로 교육하는 것이었다. 전문학교는 조선총독부가 설립하고 운영하는 관립(官立)과, 도(道)에서 설립하고 운영하는 공립(公立)과, 민간에서 설립하고 운영하는 사립(私立)이 있었다. 전문학교는 설립비용과 유지운영비용이 초등학교나 중등학교보다 훨씬 많이 소요되었기 때문에 운영주체가 바뀌는 경우도 종종있었다. 또, 조선인과 조선인에게 호의적인 선교세력이 전문학교를 설립하는 것을 방해하기 위해 사립을 가장한 관립 전문학교도 있었다. 관립전문학교와 공립전문학교의 교육여건과 시설이 사립전문학교보다 좋았으며, 일본 유학에서도 관공립전문학교 학력이 사립전문학교 학력 보다 유리했다.
일제에 의해 국권이 침탈된 직후 조선총독부는 대한제국에서 인가 받았던 보성전문학교와 세브란스연합의학교, 경신학교 대학부, 이화학당 대학과, 숭실대학의 인가를 연장하였다. 그러나 1911년 조선교육령이 제정되고 나서 사립전문학교의 설립과 운영 기준을 강화하여 기존의 모든 사립 전문학교의 인가를 취소하였다. 이러한 일제의 의도는 조선인에 의한 사립고등교육기관을 소멸하게 하고 관립전문학교를 통해 일제의 입맛에 맞는 극소수의 조선인만을 식민통치기구의 주구로 봉사하게 하려는 교육방침에서 나온 것이다.
이러한 정책과 함께 조선총독부는 1914년 12월 조선에 전문학교 설립을 위한 총독부에서 몇몇 학교 교장들을 포함한 연구가 있었고 전문학교 설립을 1915년도에 하기로 했으나 예산 반영이 되지 않아 공식적으로 1916년에 하게 되고 시험적으로 1915년 중앙공업소 부설 공업전습소에 특별과 3개과 [일본인, 조선인 각각 뽑음]를 설치하고, 1916년에는 대한제국 때 설립되어 운영되던 관립 고등교육기관들을 관립 전문학교로 전환하였다. 1917년에는 중등학교인 수원농림학교를 수원고등농림학교로 승격시키기도 했다. 한편, 기독교계 연합선교세력은 구미의 기독교 자본을 도입하여 경신학교와 세브란스연합의학교의 인가를 추진하였는데, 기독교연합재단법인과 세브란스연합재단법인을 설립하여 1917년 4월 연희전문학교(延禧專門學校)와 1917년 5월 세브란스의학전문학교(世富蘭偲醫學專門學校)의 인가를 득했다. 사실, 이 두개 학교를 인가해준 조선총독부의 결정에는 ‘조선교육령’과 ‘개정사립학교규칙’에 대한 기독교 세력의 거센 반발을 무마하려는 정책적인 의도가 내포되어 있었던 것이었다. 한편, 실업학교급으로 강등되어 있던 보성법률상업학교(普成法律商業學校)는 전국의 민간독지가 58명이 재단법인보성중앙학원을 설립하여 1921년 12월 28일 보성전문학교(普成專門學校) 인가를 득하여 원래의 교명을 1922년 4월 1일 되찾게되었다. 세브란스 의학전문학교는 1942년 6월 일본인에게 인수되어 사립 아사히[旭] 의학전문학교가 되었고, 시설이 비교적 양호했던 연희전문학교는 1944년 관립 경성공업경영전문학교가 되어서 조선총독부가 관리하였다.
| 일제강점기의 관공사립전문학교 목록 조선총독부 전문학교 인가 연도 기준 | 일제강점기의 관공사립전문학교 목록 조선총독부 전문학교 인가 연도 기준       | 일제강점기의 관공사립전문학교 목록 조선총독부 전문학교 인가 연도 기준       | 일제강점기의 관공사립전문학교 목록 조선총독부 전문학교 인가 연도 기준 | 일제강점기의 관공사립전문학교 목록 조선총독부 전문학교 인가 연도 기준 | 일제강점기의 관공사립전문학교 목록 조선총독부 전문학교 인가 연도 기준 |
| 설립연도                                                              | 관공립 전문학교                                                             | 오늘날                                                                      | 설립연도                                                              | 사립 전문학교                                                         | 오늘날                                                                |
| --------------------------------------------------------------------- | --------------------------------------------------------------------------- | --------------------------------------------------------------------------- | --------------------------------------------------------------------- | --------------------------------------------------------------------- | --------------------------------------------------------------------- |
| 1915                                                                  | 조선총독부 공업전습소 특별과                                                | 서울대학교 공과대학                                                         | 1917                                                                  | 연희전문학교 세브란스의학전문학교                                     | 연세대학교                                                            |
| 1916                                                                  | 경성의학전문학교 경성고등공업학교 경성법학전문학교                          | 서울대학교 의과대학 서울대학교 공학대학 서울대학교 법학대학                 | 1921                                                                  | 보성전문학교                                                          | 고려대학교                                                            |
| 1917                                                                  | 수원고등농림학교                                                            | 서울대학교 농생명과학대학                                                   | 1925                                                                  | 이화여자전문학교 숭실전문학교                                         | 이화여자대학교 숭실대학교                                             |
| 1922                                                                  | 경성고등상업학교                                                            | 서울대학교 사회대 경제학부, 서울대학교 경영대학                             | 1929                                                                  | 경성치과의학전문학교                                                  | 서울대학교 치의과대학                                                 |
| 1933                                                                  | 평양의학전문학교(공)                                                        | 김일성종합대학 의학부속대학                                                 | 1930(1933)                                                            | 경성약학전문학교 중앙불교전문학교                                     | 서울대학교 약학대학 동국대학교                                        |
| 1933                                                                  | 대구의학전문학교(공)                                                        | 경북대학교 의과대학                                                         | 1938                                                                  | 대동공업전문학교 경성여자의학전문학교 숙명여자전문학교                | 김책공업종합대학 고려대학교 의과대학 숙명여자대학교                   |
| 1939                                                                  | 경성광산전문학교                                                            | 서울대학교 재료공학부                                                       | 1940                                                                  | 혜화전문학교                                                          | 동국대학교                                                            |
| 1941                                                                  | 부산고등수산학교                                                            | 부경대학교                                                                  | 1942                                                                  | 명륜전문학교                                                          | 성균관대학교                                                          |
| 1944                                                                  | 광주의학전문학교(공) 함흥의학전문학교(공) 평양공업전문학교 대구농업전문학교 | 전남대학교 의과대학 함흥의학대학 김책공업종합대학 경북대학교 농생명과학대학 |                                                                       |                                                                       |                                                                       |

1922년 조선교육령이 개정되자 관공립전문학교와 사립전문학교가 여러개 설립되게 되었다. 1922년에는 1915년부터 있었던 일본동양협회식전문학교 경성분교를 조선총독부에서 인수하여 관립 경성고등상업학교로 개편하였고, 1929년에는 평안남도에서 조선총독부의 지원을 받아 평양의학전문학교(공립)를 설립하였다. 1933년에도 경상남도가 조선총독부의 지원을 받아 대구의학전문학교를 설립하였다. 조선총독부는 3ㆍ1운동으로 고양된 민족의식을 무마하고 민족계 지식인들을 회유하기 위하여 여러 사립 전문학교의 인가를 허하였는데, 1925년에 이화여자전문학교와 숭실전문학교를 재인가하였고, 1929년에는 경성치과의학전문학교, 1930년에는 경성약학전문학교와 중앙불교전문학교를 인가해주었다.
이 시기에 조선총독부의 교육정책이 강경억압책에서 회유책으로 선회하는 사이, 사립전문학교들의 발전이 이루어지게 되었다. 보성전문학교는 김성수를 교장으로 영입하면서 대학수준의 교사와 강당, 도서관을 갖추게 되었고, 이화여자전문학교도 신촌의 새 부지로 이전하였다. 세브란스의학전문학교와 숭실전문학교는 조선총독부에서 보조금을 얻어 새로운 시설과 설비를 마련하였다. 이러한 분위기 속에서 유명 사립 전문학교는 대학 승격을 시도했다. 보성전문학교는 김성수의 전폭적인 금전적 지원 아래 학무국장의 ‘보성대학(普成大學)’ 예비 인가를 득했으나, 총독 결제 단계에서 보류와 반려를 받던 중 결국 대학 승격이 무산되었다. 또 연희전문학교와 세브란스의학전문학교가 연합하여 ‘연세종합대학(延世綜合大學)’으로의 승격을 추진했지만, 조선총독부의 방해와 자본부족으로 무산되고 말았다. 사립전문학교의 대학승격운동이 일어나자 조선총독부는 보성전문학교와 연희전문학교, 세브란스의학전문학교에 대학수업의 진행과 대학교과목의 설치를 허가해 주는 회유책을 썼다.
이러한 일제의 회유와 동화정책에도 불구하고 사립 전문학교는 항일독립운동의 구심점이었다. 1921~1928년 사이에만 해도 사립전문학교 중심의 항일운동이 400여건 일어났으며, 1926년의 6ㆍ10만세운동은 연희전문학교 학생들이 주도한 것이었다.
일제강점기 말기 전시 동원체제가 강화되자 전문학교에 대한 탄압이 시작되었다. 신사참배를 거부하는 기독교계 전문학교는 폐교시켰고, 1941년에는 모든 전문학교의 수업연한이 3년으로 단축되었다. 1939년 숭실전문학교가 조선총독부의 강압으로 자진하는 형식으로 폐교되어, 조선총독부가 관리하는 대동(大同)공업전문학교가 되었다가, 관립 평양공업전문학교로 바뀌었다. 1943년에는 ‘교육에관한전시비상조치령’을 발표하여 사립학교에 대한 가차없는 탄압을 시작하였다. 인문사회계열의 비중을 강제로 줄이고, 이공계열의 비중을 늘리도록 조치하였으며, 여자전문학교는 여자지도자양성소, 여자농업지도원양성소로 전환하였다. 1944년에는 학도지원병제와 노무동원제를 전문학교에까지 적용하여 학생들을 군인으로 내몰고, 갖가지 전시근로동원에 동원하기에 이르렀다. 1943년에는 사범학교의 일부를 전문학교급으로 승격시켜 교원양성보다는 전시에 유용한 전문교육을 실시하려 하였다.
1945년 독립이 되고 난 이후 광복전의 여러 전문학교들은 오늘날의 여러 대학과 대학교의 원형이 되었다.

### 대학

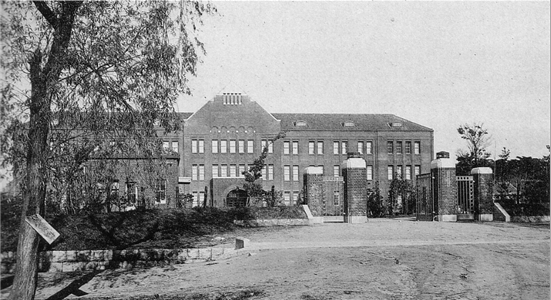
경성제국대학 예과교사

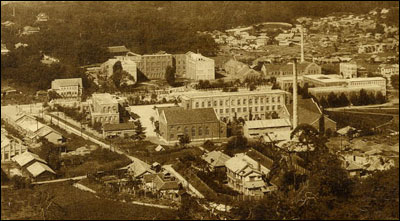
경성제국대학 전경

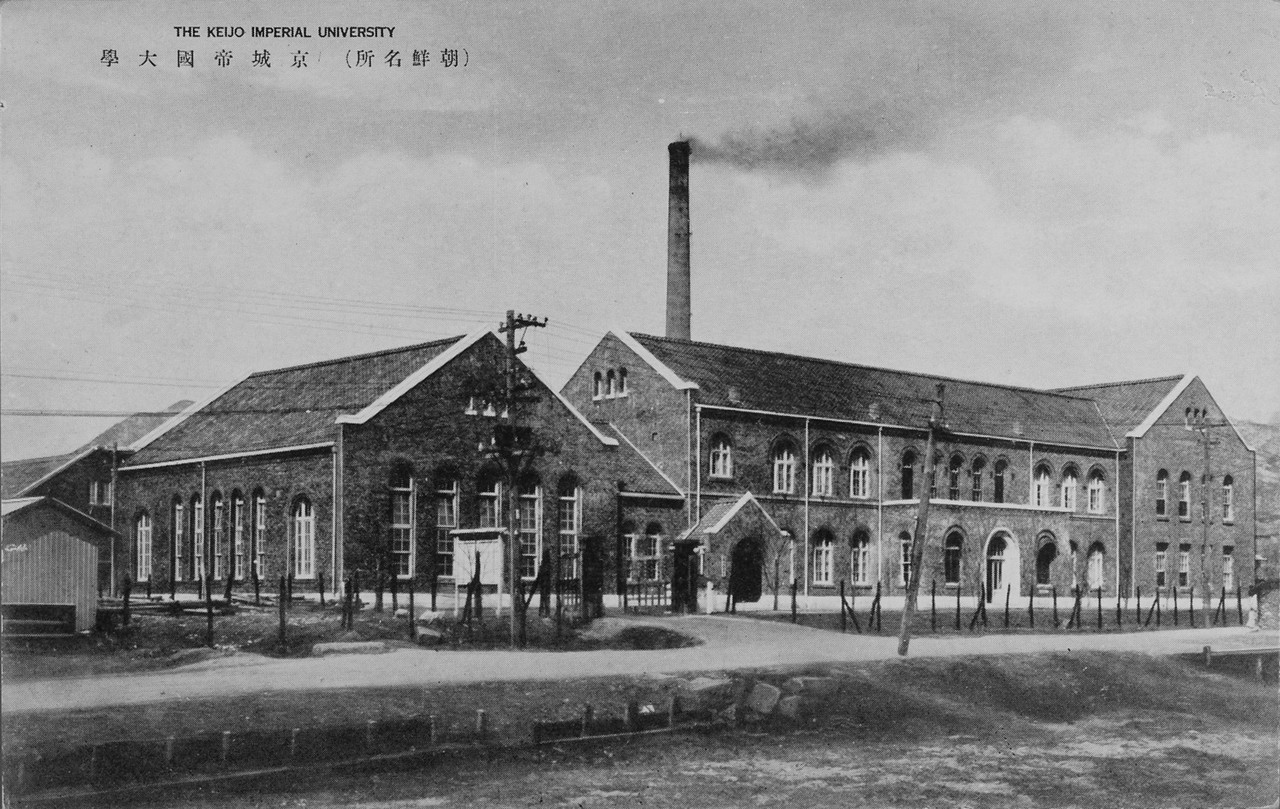
경성제국대학 의학부 교사

일제강점기 시기 대학교육은 어떠한 교육보다도 그 기회가 제한적이었으며, 그나마 1920년대에 이르러서야 대학교육의 기회가 열리게 되었다. 사실, 대한제국 말기와 국권 병탄 직후에 ‘대학(大學)’이나 ‘대학부(大學部)’라는 명칭을 가진 고등교육기관들이 존재하긴 했지만, 진정한 의미의 대학으로 볼 수 없다. 이 명칭을 가졌던 현재의 일부 대학교에서는 조선총독부가 대학과 대학부라는 명칭을 가진 학교를 인가한 사실을 들어, 자신들이 최초의 대학이라고 주장하지만, 이러한 주장은 잘못된 것이다. 당시 총독부의 숭실협성대학, 경신학교 대학부, 이화학당 대학부의 인가 내용을 보면, 전문학교급 인가였으며, 대한제국의 인가사항을 연장하여 임시로 인가한 것에 불과했고 정식으로 전문학교령이 제정된 이후에는 모두 인가를 상실했다. 이 시기 일본의 교육법제상 제국대학 이외의 대학은 설립ㆍ운영할 수가 없어 1918년에 대학령이 제정되기까지는 일본에서도 제국대학 이외에는 대학의 설립과 운영이 원천적으로 불가능했다. 이러한 상황에서 조선총독부가 상기 학교의 대학이나 대학부라는 명칭을 대학으로 인가하지 않았다는 것은 법제상으로 명백한 사실이다. 따라서, 1926년 경성제국대학 본과의 수업이 시작될 때까지 한반도에서 대학교육이 이루어졌다고 볼 수 없다.
1910년대 말부터 민족주의진영에서는 최고학부인 대학이 있어야 민족지도자를 양성하고, 민족의식을 사상적 수준으로 고양할 수 있다고 보았다. 이들은 조선교육령을 개정해서 대학의 설립과 운영에 대한 조항을 신설해달라고 조선총독부에 청원하기 시작했고, 3ㆍ1운동 직후부터 본격적인 민립대학설립운동을 펼쳤다. 하지만 이에 대해 조선총독부와 일본 내각은 별다른 움직임을 보이지 않았다. 1920년대 들어 조선교육령이 개정되어 대학의 설립과 운영에 대한 조항이 신설되자 기존의 민립대학설립운동이 전국적인 단위에서 일어나기 시작했다. 이러한 움직임에 조선총독부는 조선에서의 대학교육을 더 이상 금지만 할 수는 없다고 판단하고 일본 내각과 제국대학설립 논의에 들어가게 된다. 이들은 민간 주체의 대학을 설립하게 하는 것 보다는 제국대학이나 공립대학을 설립하여 ‘관리’하는 것이 식민통치에 보다 유리하다고 보고, 1924년 경성제국대학 예과를 설립하여 민립대학설립운동을 와해시켰다. 경성제국대학이 설립된 이후에도 민간에서는 유명 전문학교를 대학으로 승격시키고자 하는 시도가 여러 번 있었지만, 조선총독부의 반대로 실현되지 못하였다.
일제의 초기 선전과는 달리 경성제국대학의 정원 자체가 극소수였고, 그 중에서 조선인이 입학할 수 있는 비율은 1/3 수준이었다. 이렇게 대학교육이 극도로 억제되자 수많은 학생들이 중등학교를 졸업하고 해외의 대학으로 유학을 떠나게 된다. 1925년 말 2,600명에 불과했던 일본 유학생은 1937년 말에는 9,900여명, 1940년대에는 3만여명으로 계속 늘어났다. 극소수였지만 미국과 유럽으로 유학을 떠난 학생들도 있었다.

조선인이 일본의 제국대학이나 대학에 진학하는 데에는 학제상의 불일치 때문에 큰 어려움이 있었다. 일제강점기 초기에는 고등보통학교 학력이 일본의 소학교 학력으로 인정되었기 때문에 일본의 중학교에 다시 입학하거나, 당시 조선내에 단 하나 존재하던 사범학교에 입학하여 예과를 수료해야 했다. 조선교육령이 개정되자 이러한 학제 불일치가 어느정도 시정되어 고등보통학교 졸업 학력이 일본의 중학교 4년 졸업으로 인정받게 되었다. 이에 따라 조선인이 일본의 전문학교와 대학에 유학하기 위해서는 일본의 중학교 5년에 편입하거나 조선에 단 하나 있는 대학예과를 수료해야 했다. 만일, 일본의 제국대학으로 진학하고자 한다면 중학교 5년에 편입하여 졸업한 후, 일본의 고등학교에 진학하여야 했다. 만일, 경성제국대학 예과 수료자가 일본의 제국대학에 입학하고자 한다면 별도의 사정을 거쳐 본과로 진학할 수 있었다.
또, 많은 조선인들이 만주국이 건국되자 이 곳으로 유학을 갔는데, 만주국은 지리상 접근이 쉽고, 대학교육이 제한되어 있지 않았기 때문이다. 이 당시의 조선인들은 만주국 최고학부인 건국대학과 신경법정대학, 신경의과대학, 만주의과대학 등으로 진학하였다. 이들은 졸업이후 국무원(國務院)이나 성공서(省公署)등의 만주국 관공서와 국가기관의 간부급 관리가 되었다.
일제가 조선인에 대한 대학교육의 기회를 극도로 제한한 것은 조선에서의 불안정한 식민통치의 안정적인 유지를 위해서였다. 사실 조선 내에서의 정규 대학교육은 전체 인구 대비 0.03%라는 매우 특수한 집단에게만 주어진 특별한 기회였으며, 일제는 이들을 효과적으로 통제하고 관리해 민족의식이 높은수준으로 높아지지 못하게 했다.

#### 민립대학설립운동
1910년대 후반 민족주의 진영에서 최고학부인 대학을 설립하여 민족지도자를 양성해야 한다는 주장이 제기되면서 민립대학 설립 움직임이 시작되었다. 박은식과 양기탁이 국채보상운동 적립금 6백여만원을 활용하여 대학인가를 제출했지만, 조선총독부는 조선교육령에 대학의 설립과 운영에 대한 조항이 없다며, 받아들이지 않았다. 이에 따라 민족주의 진영에서는 조선총독부와 일본내각에 조선에서도 대학을 설립할 수 있도록 법제를 개정해 줄 것을 청원했다. 이에 일제는 조선에서도 대학을 설립하게 해 줄 것처럼 응답했으나, 실제 조치를 취하지는 않았다. 1922년 2월 교육령이 개정되어 대학의 설립과 운영이 법제적으로 가능해지자, 민족주의자들은 그해 11월 조선민립대학기성회를 조직하고 전국적인 단위에서 모금운동을 시작했다. 이 모금운동은 동아일보의 지원 아래 천만원을 목표로 진행되었다. 1백 여개의 지방모금책을 두고 모금을 추진했지만, 1923년의 전국적인 대홍수와 1924년의 극심한 가뭄으로 자금 모집이 무산되어 민립대학 설립은 이루어지지 않았다.

#### 경성제국대학
경성제국대학은 일제강점기 조선에 유일하게 존재했던 고등교육기관으로서의 대학이다. 이 대학은 3ㆍ1운동을 전후하여 높아진 조선인들의 고등교육 수요와 같은 시기 시작된 민립대학설립운동을 무마하기 위해 설립되었다는 시각이 지배적이며, 이를 실증하는 정책자료도 다수 존재한다. 경성제국대학은 법문학부와 의학부 두 개의 학부로 설립되었으며, 당시 조선에 고등학교가 없었던 점을 고려하여 고등학교를 대체하는 대학예과도 설치되었다.
경성제국대학이 조선 내의 대학이기는 했지만, 조선인을 위한 대학이라고 할 수는 없다. 전체 학생의 70%가량이 일본이나 조선 출신의 일본인으로 구성되어 있었기 때문이고, 70만원에서 100만원에 이르는 막대한 학교 운영비용을 조선총독부의 예산으로 운영했기 때문이다. 일제는 이 학교의 학사과정과 졸업생의 진로를 관리하여 이 학교가 민족주의의 중심지가 되지 못하도록 했으며, 졸업생들을 관공서나 국가 공공기관, 학교 교원등으로 취업하도록 유도하여 민족주의 진영으로 유입되는 것을 철저히 봉쇄했다.
1930년대 말부터 전황이 심화되어 고급기술자의 수요가 많아지자, 1943년에 이공학부가 가설되었다. 해방이후 경성제국대학은 폐교되어 경성대학으로 변경되었으며, 각 전문학교들에 흡수되어 서울대학교에 통합되었다.

### 중등교원과 고등사범학교
조선교육령에 의하면 중등교원은 고등사범학교를 졸업한 자를 임용하게 되어 있으나, 일제강점기 조선에는 고등사범학교가 없었다. 이 때문에 조선의 고등보통학교나 중학교에서는 비고등사범학교 출신을 중등교원으로 임용하는 사례가 많았다.
1910년대에는 일본의 전문학교나 고등학교 졸업자들이 중등교원이 되었다. 이들 대부분은 일본인으로 파견교사였으나, 조선인 유학생도 간혹 섞여 있었다. 1920년대에 조선내에서 전문학교 교육이 활성화되고 대학졸업자가 배출되면서 조선인이 재학하는 고등보통학교에는 조선의 전문학교, 대학을 졸업한 조선인이 중등교원이 되었고, 일본인이 재학하는 중학교에는 조선의 대학을 졸업한 일본인이나, 일본 전문학교나 대학을 졸업한 일본인이 중등교원이 되었다. 당시 일본과 조선, 타이완의 제국대학의 문학부를 졸업하는 경우에는 해당 전공에 상응하는 중등교원 면허가 주어졌다. 하지만 이 시기 대부분의 자연계 중등교원들은 학교의 고원(雇員)으로 정규 면허 소지자는 아니었다.
1920년대에 여러 관공사립 고등보통학교가 설립되어 중등교원수요가 높아졌다. 인문분야는 경성제국대학 문학부 출신자가 그 수효를 채웠지만, 사회분야와 자연분야는 갈수록 교원부족 현상이 심해져갔다. 조선총독부는 사회계열과 자연계열의 중등교원 부족난을 타개하기 위해 조선에서 ‘양성소’와 일본에서 ‘위탁생’제도를 시행했다. 양성소는 조선내의 대학과 전문학교에 설치하여 중등교원을 양성하는 것인데, 이과양성소(수학, 물리, 화학 교원 양성)가 경성고등공업학교와 경성제국대학 이공학부에, 지리박물양성소가 수원고등농림학교에 설치되었다. 위탁생 제도는 일본에서 중학생 중 장학생을 선발하여 일본 내 고등사범학교나 외국어학교, 고등상업학교에 진학하면 장학금을 지급하고, 졸업후 조선에서 중등교원으로 5~6년간 의무복무 하도록 하는 것이었다.
한편, 고등사범학교는 사범학교, 고등보통학교(중학교)·고등여학교의 교원을 양성하던 학교이다. 고등사범학교는 고등학교나 대학 예과 졸업자가 진학하는 학교로, 4년제였다. 고등사범학교를 졸업하면 중등교원면허가 주어졌다. 조선교육령에는 고등사범학교의 설치와 운영에 대한 규정이 있었지만, 조선총독부는 재정상의 이유를 들어 고등사범학교의 설립을 계속 미루고 있었다. 참고로 당시 일본에는 도쿄고등사범학교, 히로시마고등사범학교, 가나자와고등사범학교, 오카자키고등사범학교, 도쿄여자고등사범학교, 나라(奈良)여자고등사범학교, 히로시마여자고등사범학교가 있었다.

## 참고 자료
- 《한국 근대 학교 교육 100년사 연구(II) : 일제 시대의 학교 교육[깨진 링크(과거 내용 찾기)]》, 이혜영, 윤종혁, 류방란, 한국교육개발원, 1997년 12월 1일.